# Simon Georg von Sina

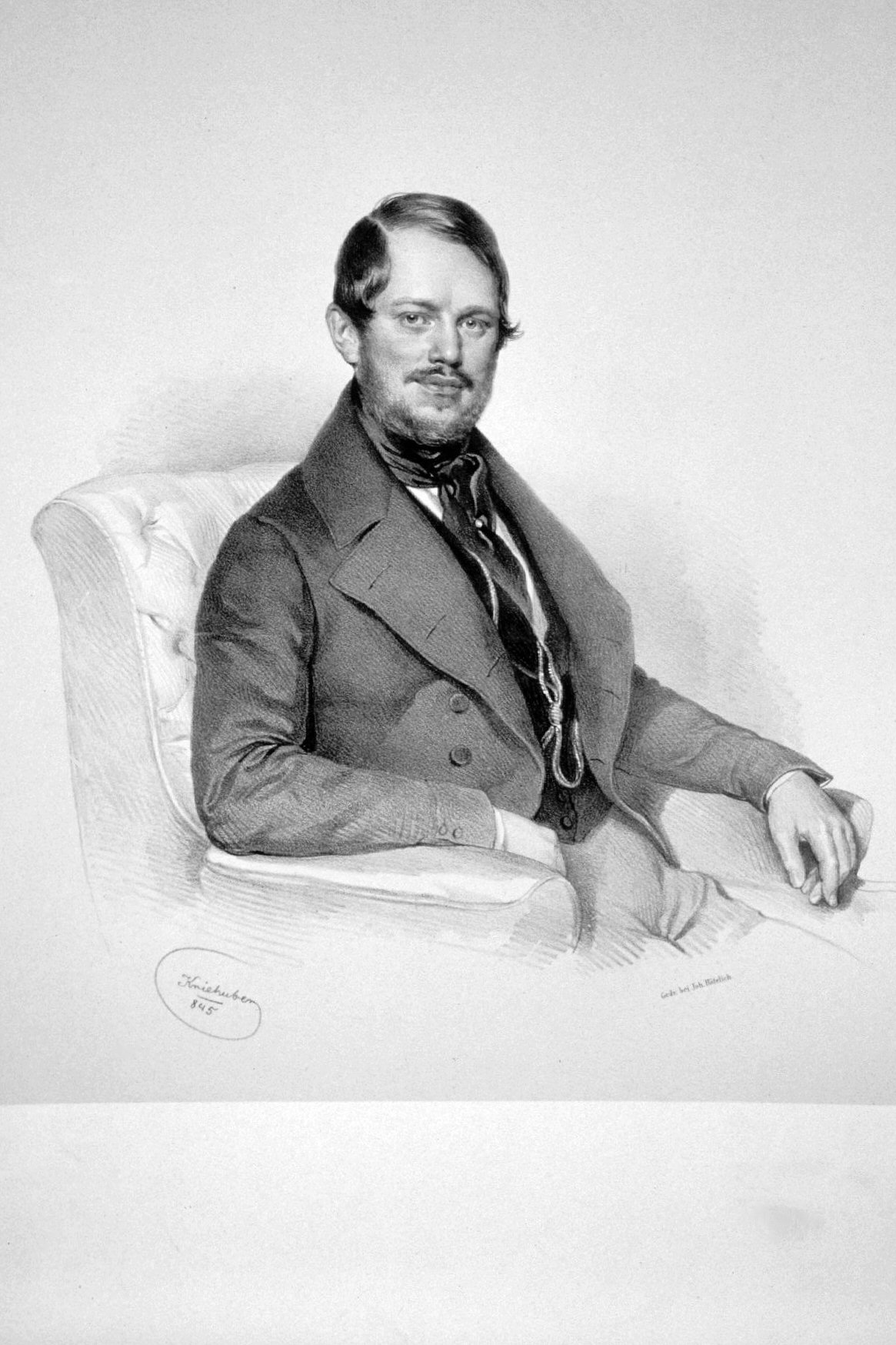
Simon Georg Freiherr von Sina, Lithographie von Josef Kriehuber, 1845

Simon Georg Sina der Jüngere, ab 1818 Sina von Hodos und Kizdia, ab 1832 Freiherr von Sina (* 15. August 1810 in Wien; † 15. April 1876 ebenda) war ein berühmter österreichischer Bankier und Unternehmer. 

## Leben
Simon Georg Freiherr von Sina stammte aus der Ehe des Freiherrn Georg Simon von Sina (1783–1856) mit Katharina Derra von Moroda (1792–1851). 
Er studierte Philosophie und Astronomie. Später spendete er einen großen Teil des Vermögens seiner Familie zum Bau von Bildungseinrichtungen, so den Neubau der Universität Wien (posthum begonnen) und der Akademie Budapest, sowie der Gründung der Akademie von Athen und der Athener Sternwarte. Die Kathedrale von Athen und die griechisch-orthodoxe Kathedrale in Wien sind ebenfalls von Sina und seinem Vater gespendet worden.
Im Fasching 1858 wurde die Hellenen-Polka op. 203 von Johann Strauss Sohn im Wiener Palais Sina uraufgeführt.
Seinen Namen führt die Sinawarte, eine Aussichtswarte am Hohen Lindkogel im Wienerwald, die er im Jahr 1856 errichten ließ.
Nach ihm wurde der Sinas-Krater des Mondes benannt.
Simon Georg Freiherr von Sina heiratete Iphigenie Ghika de Defánfalva (* 1815; †?) und hatte aus dieser Ehe vier Töchter: 
- Anastasie Freiin von Sina (* 1838; †?) ⚭ Graf Victor Hermann Wimpffen (1834–1897)
- Irene Freiin von Sina (* 1843; †?) ⚭ Georg Maurocordatos (* ; †?)
- Helene Freiin von Sina (* 1845; †?) ⚭ Fürst Gregor Ypsilanti (1835–1886)
- Iphigenie Freiin von Sina (* 1846; †?) ⚭ Edmund Charles de la Croix (* ; †?)

Da Simon Georg Freiherr von Sina keine männlichen Nachkommen hinterließ, ist die freiherrliche Linie seiner Familie 1876 mit ihm erloschen.